# Apache Indian
Apache Indian BEM (bürgerlich Steve Kapur; * 11. Mai 1967 in Birmingham), auch bekannt als Don Raja, ist ein britischer Rapper, Sänger und Songwriter, der in den 1990er Jahren mehrere Charterfolge feiern konnte und besonders für seinen Raggamuffin-Stil geschätzt wird. Die erfolgreichste Veröffentlichung war 1993 die Nuff Vibes EP, auf der sich der Titel Boom Shack-a-Lak befand.

## Biografie
Der Brite indischer Abstammung entwickelte schon früh eine Vorliebe für Reggae. Inspiriert von Bob Marley und Steel Pulse wurde er zu Beginn der 1980er Jahre DJ und trat mit seinem Reggae-Sound-System in diversen Clubs auf. Als Dancehall-Rapper konnte Steve Kapur erste kleine Erfolge feiern.
Die erste Single Move Over India erschien 1991 und bot neben einer Mischung aus Pop und Reggae asiatische und indianische Einflüsse, was sich auch im Künstlernamen Apache Indian widerspiegelt. 1992 folgte der Wechsel zu Island Records, wo 1993 das Album No Reservations veröffentlicht wurde, das in Jamaika entstand. Dabei wirkten u. a. Sly Dunbar und Robert Livingstone mit. Diese Platte erhielt eine Nominierung für den Mercury Music Prize. Für den Stil setzte sich die Bezeichnung „Original British Bhangra-Muffin-Sound“ durch. 1993 und 1994 war Apache Indian für vier BRIT Awards nominiert.
Bis 1997 erschienen diverse Singles, die Apache Indian mehrere Chartplatzierungen im Vereinigten Königreich einbrachten. Die Nuff Vibes EP stieg sogar bis auf Position 5, war aber auch in Deutschland und Österreich in der Hitparade. Die Neuaufnahme des Klassikers The Israelites, dessen Original 1969 ein Nummer-eins-Hit für Desmond Dekker war, führte den Raggamuffin-Star 2005 nochmals in die österreichischen Single-Charts.

## Diskografie

### Alben
- 1993: No Reservations
- 1995: Make Way for the Indian
- 2000: Karma
- 2005: Time for Change

### Singles und EPs
- 1991: Movie Over India
- 1992: Don Raja
- 1992: Arranged Marriage
- 1993: Chok There
- 1993: Nuff Vibes EP
- 1993: Caste System / Warning
- 1993: Boom Shack-a-Lak
- 1993: Movin’ On Special
- 1994: The New Style (General Levy & Apache Indian)
- 1995: Make Way for the Indian (& Tim Dog)
- 1995: Raggamuffin Girl (with Frankie Paul)
- 1995: Armagideon Time
- 1997: Lovin’
- 1997: Real People
- 2003: Ruff & Ready
- 2005: The Israelites ’05 (& Desmond Dekker)
- ????: Baba (Promo)